# Mistrovství Československa v orientačním běhu 1986
Mistrovství Československé socialistické republiky v orientačním běhu proběhlo v roce 1986 ve dvou individuálních a jedné týmové disciplíně.

## Mistrovství ČSSR jednotlivců (klasická trať)
| Datum závodu   | 27. 9. 1986 |  | Místo konání    | Raduň           |  | Pořadatel       | TJ Ostroj Opava |
| Ředitel závodu | Jan Hájek   |  | Hlavní rozhodčí | Miloslav Sonnek |  | Stavitelé tratí | Rudolf Bartošek |
| Název mapy     | Raduňka     |  | Web závodu      |                 |  | Výsledky závodu |                 |

| Zkrácené výsledky             | Zkrácené výsledky       | Zkrácené výsledky               | Zkrácené výsledky       | Zkrácené výsledky       | Zkrácené výsledky | Zkrácené výsledky          | Zkrácené výsledky               | Zkrácené výsledky       | Zkrácené výsledky       |
| Pořadí                        | H21 – muži              | H21 – muži                      | H21 – muži              | H21 – muži              | Pořadí            | D21 – ženy                 | D21 – ženy                      | D21 – ženy              | D21 – ženy              |
| ----------------------------- | ----------------------- | ------------------------------- | ----------------------- | ----------------------- | ----------------- | -------------------------- | ------------------------------- | ----------------------- | ----------------------- |
| Zlatá medaile                 | Jiří Hlaváč             | VŠZ Brno                        | 1:17:43                 |                         | Zlatá medaile     | Ada Kuchařová              | KOS TJ Tesla Brno               | 1:10:33                 |                         |
| Stříbrná medaile              | Josef Hubáček           | VŠZ Brno                        | 1:20:11                 | +2:28                   | Stříbrná medaile  | Petra Wágnerová            | VŠZ Brno                        | 1:13:40                 | +3:07                   |
| Bronzová medaile              | Zdeněk Zuzánek          | USK Praha                       | 1:20:48                 | +3:05                   | Bronzová medaile  | Iva Kalibánová             | OK Lokomotiva Pardubice         | 1:14:43                 | +4:10                   |
| 4                             | Aleš Macháček           | USK Praha                       | 1:21:26                 | +3:43                   | 4                 | Eva Bártová                | TJ Jičín                        | 1:15:09                 | +4:36                   |
| 5                             | Luděk Pavelek           | TJ Opava                        | 1:21:30                 | +3:47                   | 5                 | Iva Slaninová              | Rudá hvězda Hradec Králové      | 1:15:37                 | +5:04                   |
| 6                             | Jozef Pollák            | Akademik TU Košice              | 1:23:20                 | +5:37                   | 6                 | Lucie Komancová            | USK Praha                       | 1:16:52                 | +6:19                   |
| 7                             | Jaroslav Kačmarčík      | TJ TŽ Třinec                    | 1:22:34                 | +4:51                   | 7                 | Paulína Májová             | KOBRA Bratislava                | 1:17:57                 | +7:24                   |
| 8                             | Jiří Urválek            | VŠZ Brno                        | 1:24:19                 | +6:36                   | 8                 | Pavlína Lejsková-Bacílková | USK Praha                       | 1:19:51                 | +9:18                   |
| 9                             | Petr Henych             | VSK ČVUT Fakulta Stavební Praha | 1:24:58                 | +7:15                   | 9                 | Eva Hubáčková              | VŠZ Brno                        | 1:20:14                 | +9:41                   |
| 10                            | Petr Vavrys             | VŠZ Brno                        | 1:24:49                 | +7:06                   | 10                | Dagmar Coufalíková         | VŠZ Brno                        | 1:21:35                 | +11:02                  |
| Pořadí                        | H19 – junioři           | H19 – junioři                   | H19 – junioři           | H19 – junioři           | Pořadí            | D19 – juniorky             | D19 – juniorky                  | D19 – juniorky          | D19 – juniorky          |
| Zlatá medaile                 | Petr Utinek             | VSK ČVUT Fakulta Stavební Praha | 1:10:01                 |                         | Zlatá medaile     | Hana Přibylová             | VSK ČVUT Fakulta Stavební Praha | 1:04:38                 |                         |
| Stříbrná medaile              | Dušan Piše              | VŠZ Brno                        | 1:16:22                 | +6:21                   | Stříbrná medaile  | Petra Váňová               | VŠZ Brno                        | 1:09:22                 | +4:44                   |
| Bronzová medaile              | Lumír Urbánek           | TJ Opava                        | 1:17:01                 | +7:00                   | Bronzová medaile  | Dana Faitová               | VŠZ Brno                        | 1:15:29                 | +10:51                  |
| Pořadí                        | H17 – starší dorostenci | H17 – starší dorostenci         | H17 – starší dorostenci | H17 – starší dorostenci | Pořadí            | D17 – starší dorostenky    | D17 – starší dorostenky         | D17 – starší dorostenky | D17 – starší dorostenky |
| Zlatá medaile                 | Jan Šidla               | TJ Gottwaldov                   | 54:18                   |                         | Zlatá medaile     | Šárka Burýšková            | TJ Lokomotiva Praha             | 54:16                   |                         |
| Stříbrná medaile              | Pavel Dlabola           | TJ Jičín                        | 58:10                   | +3:52                   | Stříbrná medaile  | Diana Cieslarová           | TJ TŽ Třinec                    | 55:42                   | +1:26                   |
| Bronzová medaile              | Tomáš Podmolík          | TJ Gottwaldov                   | 58:14                   | +3:56                   | Bronzová medaile  | Andrea Zbodáková           | OK Jiskra Nový Bor              | 56:28                   | +2:12                   |
| Pořadí                        | H15 – mladší dorostenci | H15 – mladší dorostenci         | H15 – mladší dorostenci | H15 – mladší dorostenci | Pořadí            | D15 – mladší dorostenky    | D15 – mladší dorostenky         | D15 – mladší dorostenky | D15 – mladší dorostenky |
| Zlatá medaile                 | Tomáš Prokeš            | OK Lokomotiva Plzeň             | 49:20                   |                         | Zlatá medaile     | Marcela Kubatková          | TJ TŽ Třinec                    | 40:53                   |                         |
| Stříbrná medaile              | Jaroslav Fikker         | TJ Jičín                        | 50:35                   | +1:15                   | Stříbrná medaile  | Jana Cieslarová            | TJ TŽ Třinec                    | 43:11                   | +2:18                   |
| Bronzová medaile              | Rudolf Ropek            | SOOB Spartak Rychnov n.Kn.      | 50:48                   | +1:28                   | Bronzová medaile  | Ludmila Vřešťálová         | KOS TJ Tesla Brno               | 44:35                   | +3:42                   |
| << předchozí • následující >> |                         |                                 |                         |                         |                   |                            |                                 |                         |                         |

Souhrnné informace naleznete v článku Mistrovství Československa v orientačním běhu na klasické trati.

## Mistrovství ČSSR štafet
| Datum závodu   | 28. 9. 1986 |  | Místo konání    | Raduň           |  | Pořadatel       | TJ Ostroj Opava |
| Ředitel závodu | Jan Hájek   |  | Hlavní rozhodčí | Miloslav Sonnek |  | Stavitelé tratí | Rudolf Bartošek |
| Název mapy     | Raduňka     |  | Web závodu      |                 |  | Výsledky závodu |                 |

| Zkrácené výsledky             | Zkrácené výsledky                                     | Zkrácené výsledky | Zkrácené výsledky | Zkrácené výsledky | Zkrácené výsledky                                                      | Zkrácené výsledky | Zkrácené výsledky | Zkrácené výsledky | Zkrácené výsledky |
| Pořadí                        | H21 – muži                                            | H21 – muži        | H21 – muži        | Pořadí            | D21 – ženy                                                             | D21 – ženy        | D21 – ženy        |                   |                   |
| ----------------------------- | ----------------------------------------------------- | ----------------- | ----------------- | ----------------- | ---------------------------------------------------------------------- | ----------------- | ----------------- | ----------------- | ----------------- |
| Zlatá medaile                 | USK Praha Petr Kozák Zdeněk Zuzánek Aleš Macháček     | 3:01:12           |                   | Zlatá medaile     | VŠZ Brno Dagmar Coufalíková Eva Hubáčková Petra Wagnerová              | 2:35:51           |                   |                   |                   |
| Stříbrná medaile              | VŠZ Brno Pavel Brlica Jiří Urválek Jiří Hlaváč        | 3:04:14           | +3:02             | Stříbrná medaile  | TJ Gottwaldov Jana Hájová Dana Drobilíková Irena Pojezdná              | 2:37:27           | +1:36             |                   |                   |
| Bronzová medaile              | VŠZ Brno Petr Vavrys Josef Hubáček Jaroslav Hubáček   | 3:05:36           | +4:24             | Bronzová medaile  | USK Praha Lucie Komancová Jana Ondráčková Pavlína Bacílková            | 2:37:28           | +1:37             |                   |                   |
| 4                             | USK Praha Jaroslav Hořínek Tomáš Lejsek Martin Lejsek | 3:10:39           | +9:27             | 4                 | USK Praha Zuzana Táborská Magda Horová Ivana Lacigová                  | 2:43:28           | +7:37             |                   |                   |
| 5                             | VŠZ Brno Petr Višňa Ivan Kusák Milan Novotný          | 3:16:03           | +14:51            | 5                 | VŠTJ Ekonom Praha Soňa Rychlá Libuše Fantová Ivana Reidingerová        | 2:49:18           | +13:27            |                   |                   |
| Pořadí                        | H17 – dorostenci                                      | H17 – dorostenci  | H17 – dorostenci  | Pořadí            | D17 – dorostenky                                                       | D17 – dorostenky  | D17 – dorostenky  |                   |                   |
| Zlatá medaile                 | TJ Gottwaldov Jan Šidla Martin Sadílek Tomáš Podmolík | 2:22:02           |                   | Zlatá medaile     | TJ Baník Ostrava OKD Marcela Sobková Iveta Rychtárová Gabriela Čechová | 1:59:26           |                   |                   |                   |
| Stříbrná medaile              | TJ Gottwaldov Tomáš Dujka Dalibor Valla Karel Černoch | 2:22:17           | +0:15             | Stříbrná medaile  | TJ TŽ Třinec Marcela Kubatková Jana Cieslarová Diana Cieslarová        | 2:02:44           | +3:18             |                   |                   |
| Bronzová medaile              | OK Jihlava Petr Paštyka ? Novák Stanislav Rachůnek    | 2:24:32           | +2:30             | Bronzová medaile  | TJ TŽ Třinec Vojnarová Iveta Liberdová Mária Honzová                   | 2:02:46           | +3:20             |                   |                   |
| << předchozí • následující >> |                                                       |                   |                   |                   |                                                                        |                   |                   |                   |                   |

Souhrnné informace naleznete v článku Mistrovství Československa v orientačním běhu štafet.

## Mistrovství ČSSR na dlouhé trati
| Datum závodu   | 4. 10. 1986    |  | Místo konání    | Ochoz         |  | Pořadatel       | Lokomotiva Olomouc                               |
| Ředitel závodu | Lubomír Poklop |  | Hlavní rozhodčí | Mário Zdráhal |  | Stavitelé tratí | Václav Blažek, Antonín Sklenář, Jaroslav Neumann |
| Název mapy     | Kyselka        |  | Web závodu      |               |  | Výsledky závodu |                                                  |

| Zkrácené výsledky             | Zkrácené výsledky       | Zkrácené výsledky               | Zkrácené výsledky       | Zkrácené výsledky       | Zkrácené výsledky | Zkrácené výsledky          | Zkrácené výsledky               | Zkrácené výsledky       | Zkrácené výsledky       |
| Pořadí                        | H21 – muži              | H21 – muži                      | H21 – muži              | H21 – muži              | Pořadí            | D21 – ženy                 | D21 – ženy                      | D21 – ženy              | D21 – ženy              |
| ----------------------------- | ----------------------- | ------------------------------- | ----------------------- | ----------------------- | ----------------- | -------------------------- | ------------------------------- | ----------------------- | ----------------------- |
| Zlatá medaile                 | Zdeněk Zuzánek          | USK Praha                       | 2:57:14                 |                         | Zlatá medaile     | Eva Bártová                | TJ Jičín                        | 2:07:52                 |                         |
| Stříbrná medaile              | Josef Hubáček           | VŠZ Brno                        | 3:01:28                 | +4:14                   | Stříbrná medaile  | Helena Matoušová           | TJ Jičín                        | 2:12:04                 | +4:12                   |
| Bronzová medaile              | Petr Henych             | VSK ČVUT Fakulta Stavební Praha | 3:07:25                 | +10:11                  | Bronzová medaile  | Lucie Komancová            | USK Praha                       | 2:12:45                 | +4:53                   |
| 4                             | Jaromír Šrámek          | Lokomotiva Šumperk              | 3:08:12                 | +10:58                  | 4                 | Petra Wágnerová            | VŠZ Brno                        | 2:13:40                 | +5:48                   |
| 5                             | Vlastimil Uchytil       | VSK VŠB TU Ostrava              | 3:08:45                 | +11:31                  | 5                 | Irena Pojezdná             | TJ Gottwaldov                   | 2:18:14                 | +10:22                  |
| 6                             | Miroslav Mencl          | USK Praha                       | 3:15:51                 | +18:37                  | 6                 | Pavlína Lejsková-Bacílková | USK Praha                       | 2:20:20                 | +12:28                  |
| 7                             | Petr Vavrys             | VŠZ Brno                        | 3:18:29                 | +21:15                  | 7                 | Anna Gavendová             | TJ TŽ Třinec                    | 2:22:29                 | +14:37                  |
| 8                             | Martin Lejsek           | USK Praha                       | 3:20:31                 | +23:17                  | 8                 | Lada Hynková               | VŠZ Brno                        | 2:23:03                 | +15:11                  |
| 9                             | Jan Hrouza              | KOS TJ Lokomotiva Krnov         | 3:21:50                 | +24:36                  | 9                 | Eva Hubáčková              | VŠZ Brno                        | 2:23:52                 | +16:00                  |
| 10                            | Jan Němeček             | USK Praha                       | 3:23:24                 | +26:10                  | 10                | Zuzana Táborská            | USK Praha                       | 2:24:15                 | +16:23                  |
| Pořadí                        | H19 – junioři           | H19 – junioři                   | H19 – junioři           | H19 – junioři           | Pořadí            | D19 – juniorky             | D19 – juniorky                  | D19 – juniorky          | D19 – juniorky          |
| Zlatá medaile                 | Petr Višňa              | VŠZ Brno                        | 2:04:46                 |                         | Zlatá medaile     | Jana Ondráčková            | USK Praha                       | 2:06:19                 |                         |
| Stříbrná medaile              | Peter Barcík            | Akademik TU Košice              | 2:08:07                 | +3:21                   | Stříbrná medaile  | Hana Přibylová             | VSK ČVUT Fakulta Stavební Praha | 2:19:47                 | +13:28                  |
| Bronzová medaile              | Stanislav Mudrák        | OOB TJ Slovan Luhačovice        | 2:17:58                 | +13:12                  | Bronzová medaile  | Petra Váňová               | VŠZ Brno                        | 2:27:04                 | +20:45                  |
| Pořadí                        | H17 – starší dorostenci | H17 – starší dorostenci         | H17 – starší dorostenci | H17 – starší dorostenci | Pořadí            | D17 – starší dorostenky    | D17 – starší dorostenky         | D17 – starší dorostenky | D17 – starší dorostenky |
| Zlatá medaile                 | Tomáš Podmolík          | TJ Gottwaldov                   | 2:00:50                 |                         | Zlatá medaile     | Dagmar Abelová             | OK Jiskra Nový Bor              | 1:39:55                 |                         |
| Stříbrná medaile              | Pavel Dlabola           | TJ Jičín                        | 2:01:35                 | +0:45                   | Stříbrná medaile  | Šárka Burýšková            | TJ Lokomotiva Praha             | 1:40:30                 | +0:35                   |
| Bronzová medaile              | Jan Šidla               | TJ Gottwaldov                   | 2:03:28                 | +2:38                   | Bronzová medaile  | Iveta Liberdová            | TJ TŽ Třinec                    | 1:42:32                 | +2:37                   |
| << předchozí • následující >> |                         |                                 |                         |                         |                   |                            |                                 |                         |                         |

Souhrnné informace naleznete v článku Mistrovství Československa na dlouhé trati.